# Paul Odlin
Paul Odlin (* 19. September 1978) ist ein neuseeländischer Radrennfahrer.
Odlins bisher erfolgreichstes Jahr war 2012, als er neuseeländischer Meister im Einzelzeitfahren und Ozeanienmeister im Straßenrennen wurde. Durch diese Erfolge gewann er die Gesamtwertung der UCI Oceania Tour 2012. 2013 gewann der die Ozeanienmeisterschaft im Zeitfahren.

## Erfolge
2008
- eine Etappe Tour of Wellington

2012
- Neuseeländischer Meister – Einzelzeitfahren
- Ozeanienmeisterschaft – Einzelzeitfahren
- Ozeanienmeisterschaft – Straßenrennen
- Gesamtwertung UCI Oceania Tour

2013
- Ozeanienmeisterschaft – Einzelzeitfahren

## Teams
- 2011 Subway Cycling Team
- 2012 Subway Cycling Team